# Deba (fiume)
Il Deba (in basco Deba ibaia, in spagnolo río Deva) è un fiume dei Paesi Baschi, nel nord della Spagna.
La sorgente si trova ad Arlaban, all'estremità occidentale della Sierra de Elgea, nei pressi di Leintz-Gatzaga. Sfocia nel Mar Cantabrico formando un estuario nel comune di Deba.
Il territorio del suo bacino coincide con quello di due comarcas di Gipuzkoa:
- Debagoiena (lett. "Alto Deba", in spagnolo Alto Deva), che comprende le località di Leintz-Gatzaga, Eskoriatza, Aretxabaleta, Arrasate/Mondragón, Bergara, Elgeta e Oñati.
- Debabarrena (lett. "Basso Deba", in spagnolo Bajo Deva), con Soraluze, Eibar, Elgoibar, Mendaro, Mutriku e Deba.

Anticamente era navigabile a partire dal quartiere Alzola di Elgoibar, dove era sito un importante porto commerciale di cui rimangono ancora alcuni resti. L'importanza di questo porto è che era il punto di imbarco per la lana che dalla Castiglia e veniva esportata in Inghilterra e di sbarco per il minerale di ferro che arrivava dall'Inghilterra.
Oggi rappresenta un confine tra i due principali dialetti baschi: quello di Gipuzkoa e quello di Biscaglia.